# 波田堰

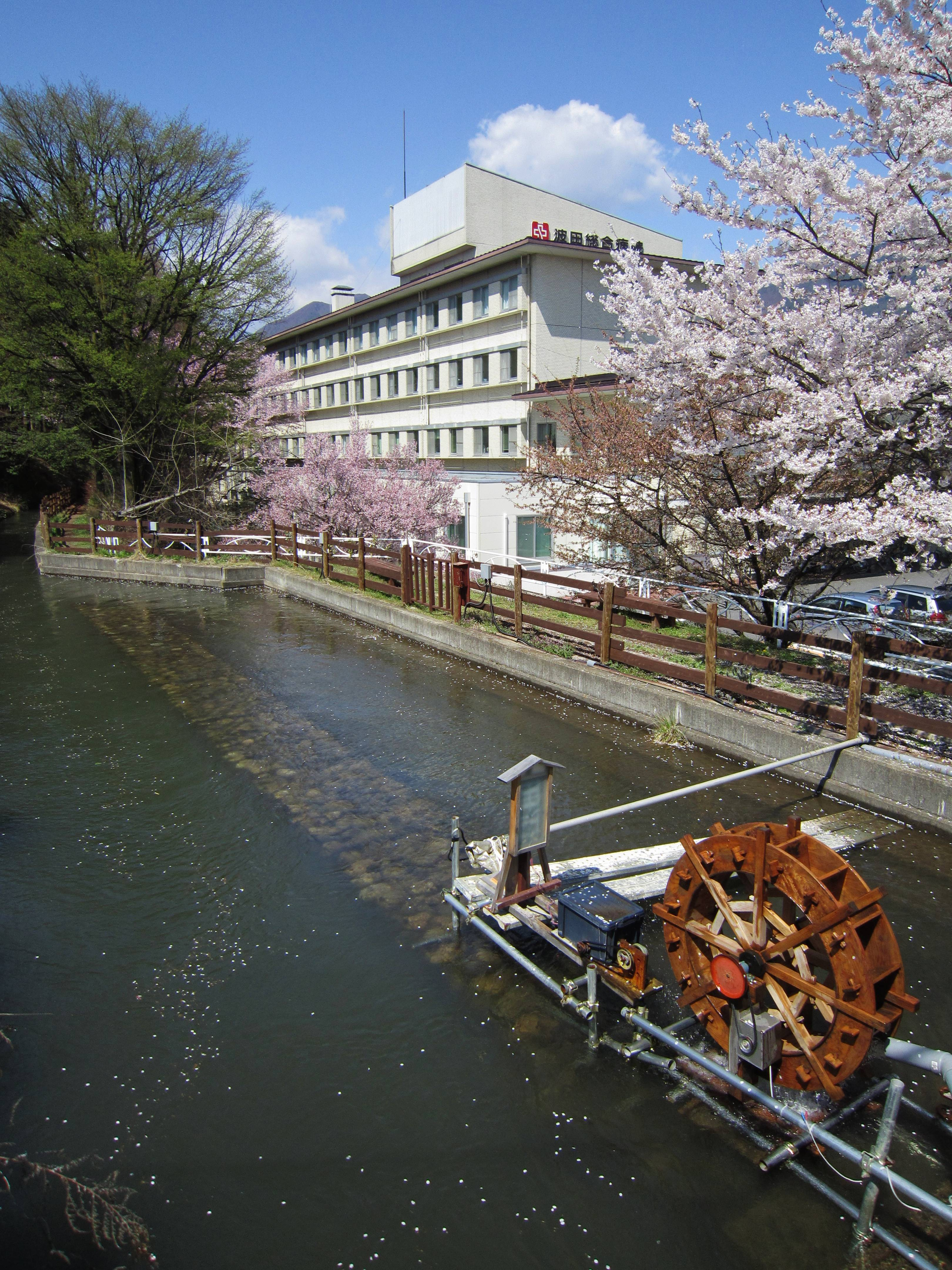
波田堰（松本市立波田総合病院付近）

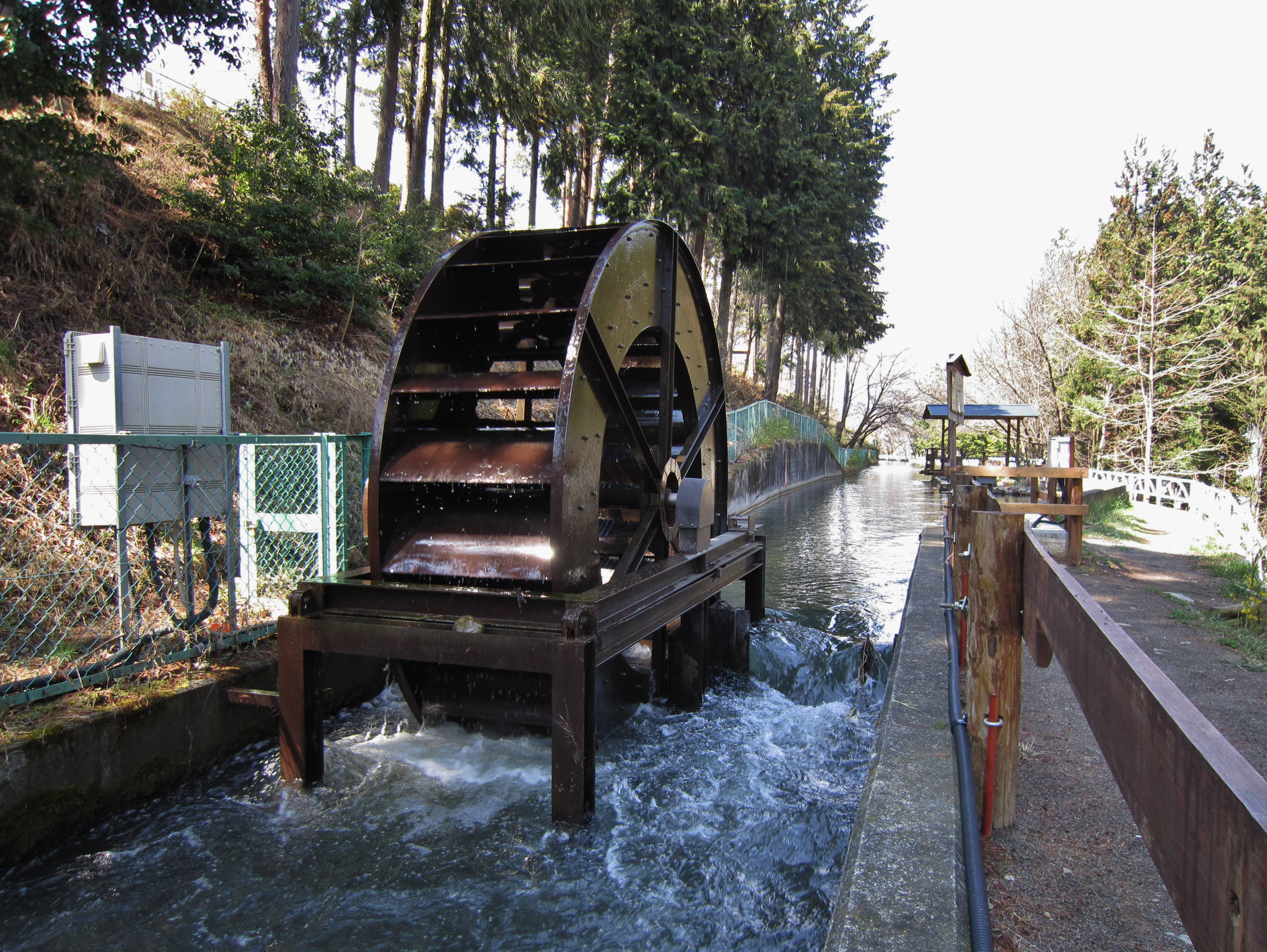
波田堰を利用して発電する波田水車

波田堰（はたせぎ）は、長野県松本市波田を流れる灌漑用の人工河川で、1877年（明治10年）ごろに完成した。
梓川から取水した水路が上海渡分水工で4つの水路に分岐した1つが波田堰で長野県道25号塩尻鍋割穂高線と交差する辺り（右の写真は交差する橋のすぐ上流である）で川幅約4mである。波田堰の水は、波田地区約200haの水田を潤している。

## 概要
堰（せき）は一般に、水をせき止めて用水を取り入れる目的で河川や湖沼に設けられる構造物や、水路の水位・流量を調節するために造った構造物を指す。また、そこから取り入れた用水を流すために人工的に造った用水路のことを言い、この場合には「せぎ」と読む。波田堰もその1つである。
長野県方言では、用水路のことを「せんげ」と言うが、これは「せぎ」が転訛したものだという。
同じ波田地区内には、他に和田堰・黒川堰の2つがある。この3つの堰が長野県道25号塩尻鍋割穂高線と交差するのは、和田堰では最下段の河岸段丘の下で梓川と同じ高さにある。しかし、波田堰は下から3つめの河岸段丘を掘り通す高さに造られている。黒川堰は、山の中を通り、上波田寺山で山麓に出て、さらに山麓をまわりこむように造られている。

## 完成までの歴史
- 江戸時代にあっても、新しい堰を作り用水するためには、藩の許可が必要であり、その許可を得るには既存の水利権者の承諾が必要であった。江戸時代末期に波田堰を計画した波多腰六左衛門親子らにとっては、この既存の水利権者である12の堰関係者の承諾を得ることが難関であった。
- 寛政年代（1789年 ～1801年）に、波多腰六左衛門は、有志とともに梓川12の堰関係58か村へ新堰開鑿の承諾を求め、懇願の末やっと堰幅4尺、水深2尺以下の条件で話し合いができた。しかし、この小規模な堰では収支が償わないので、起工を思いとどまった。
- 嘉永年代（1848年 ～1854年）に、次代の波多腰六左衛門らの同志が、木曽谷に流れる笹川の水を、鳥居峠をまわして奈川へ落とすことを考え、松本藩に出願した。しかし、木曽は親藩且つ大藩の尾張藩領で境論があったので、事を構えたくない松本藩はこれを許可しなかった。
- 万延元年（1860年）には、黒川谷の沢水を引くことを検討したが、水量が少なく効果なしだとわかり、取りやめになった。
- 次代の波多腰六左衛門の孫である波多腰六左は、1869年（明治2年）、百瀬精一郎とともに、洪水によって流失した田の分の水を「換水」するという手法で新堰を造る許可を藩に願い出た。毎年の経緯をへて、1871年（明治4年）に、松本藩がみずから工事に着手した。しかし半年をへずして廃藩置県となり、堰工事は筑摩県が担当することになった。県の役人による工事は杜撰で、1872年（明治5年）に通水試験をしてもやっと赤松下まで達しただけだった。
- 1874年（明治７年）になって、それまで県営の新堰として工事していたものを、無償で上波多村と下波多村に払い下げられた。この時に、下原新堰の名称を波田堰に変えた。しかし、続きの工事に金を出すものがないので、波多腰六左が金を出し、完成後には灌漑した田の持ち主が水代を出す約束で工事が進められた。
- 1875年（明治8年）には、開田28町1反1畝であった。1878年（明治11年）には、堰幅が広げられ、堰尾が直線に延長され、開田も進んだ。11の分け堰にそれぞれ水門を設け、水田面積に応じて平等に水量を分け、その後の準率とした。

## 完成以後

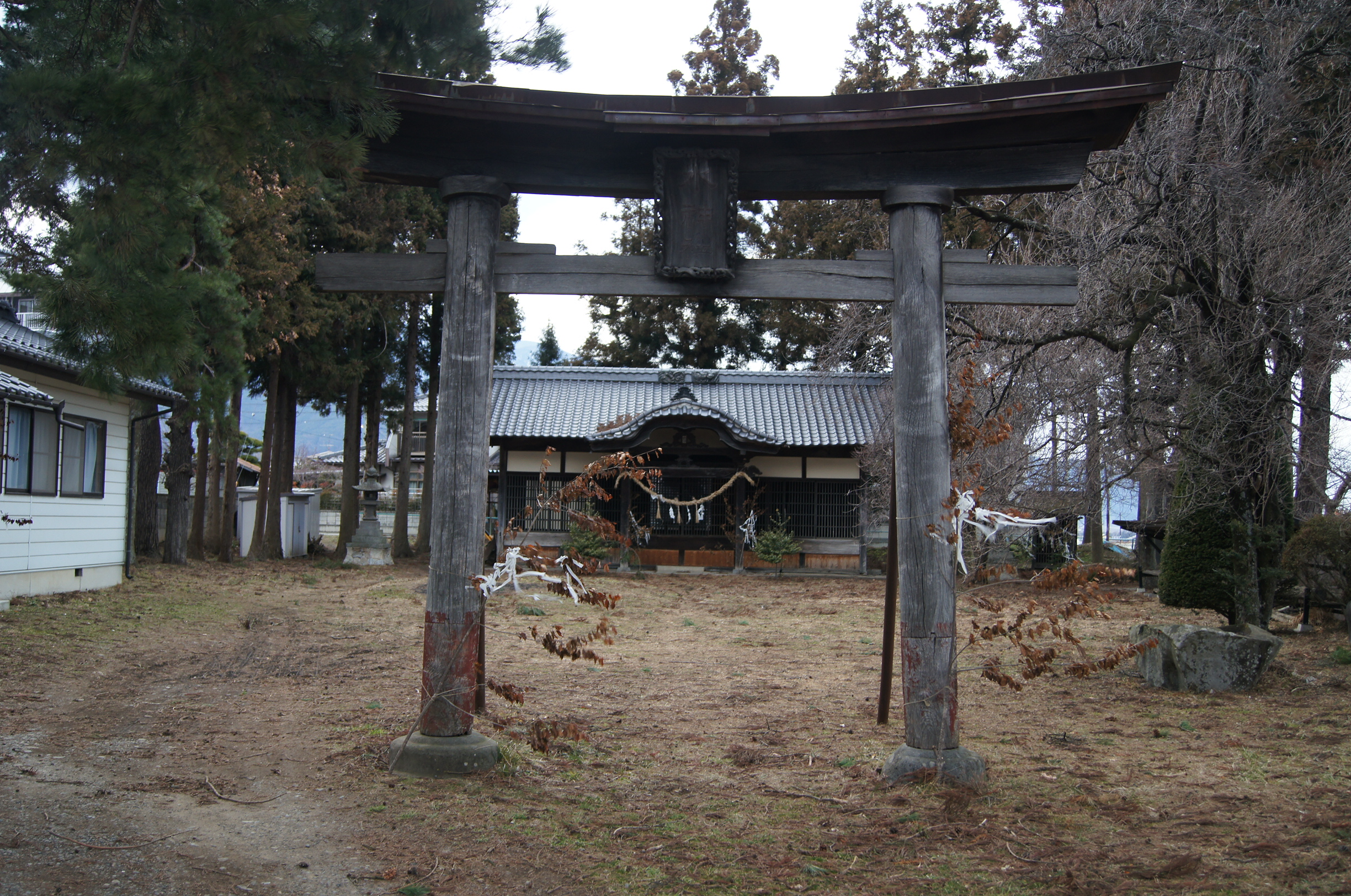
1883年秋に御渡海道に造られた水神社。「水神様」（すいじんさま）と呼ばれることが多い。敷地東側（画像では右側）に波田堰が流れる。2012年3月22日撮影

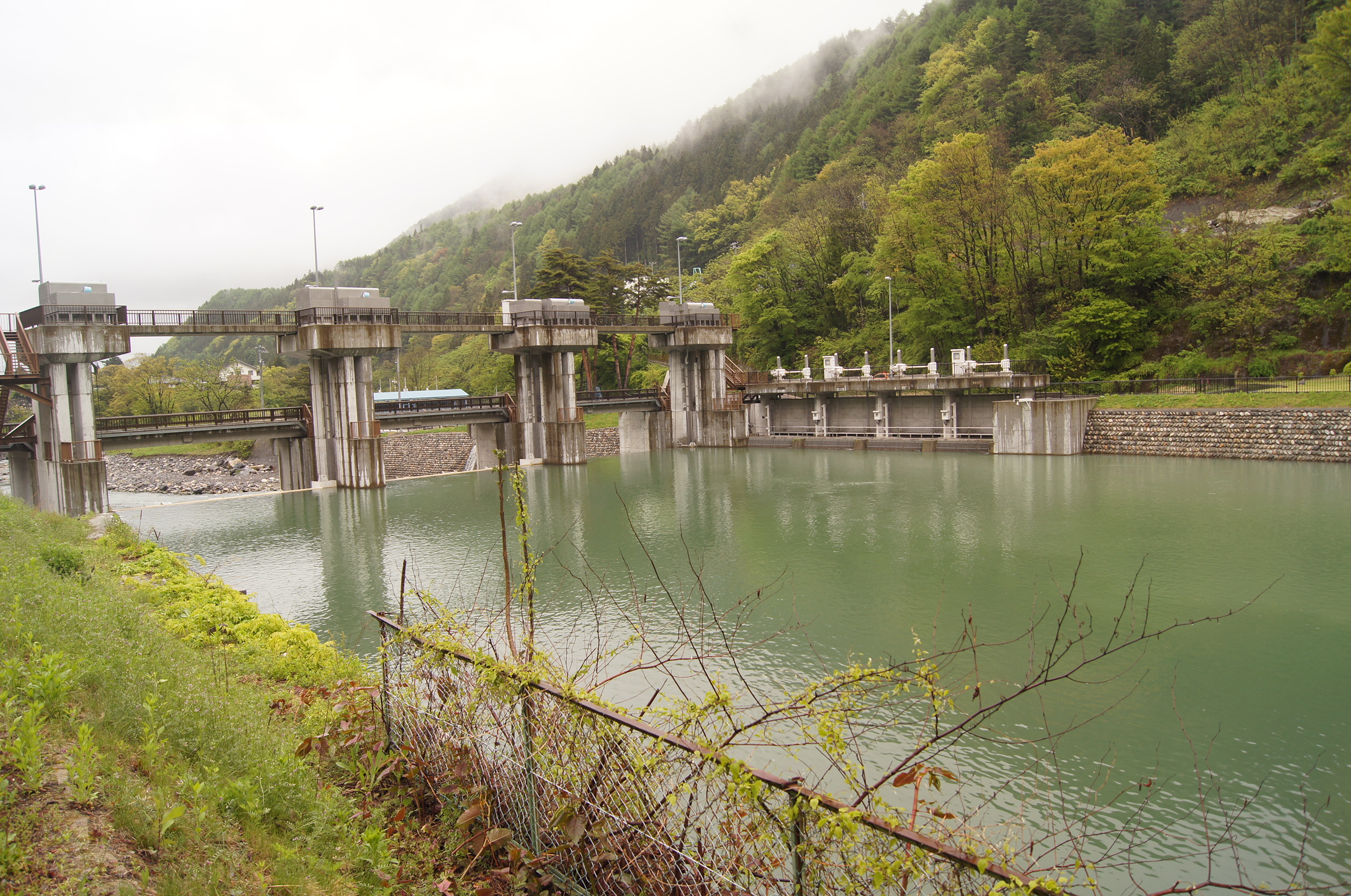
波田堰が取水している梓川頭首工。左側の大きな水門から出た水は梓川の本流となる。右側の小ぶりな4つの取水口から取り入れられた水は、2つの水力発電所、和田堰、波田堰、右岸・左岸の畑地灌漑用水と、様々な使われ方をする。左岸にはサイフォンを使い、梓川の川底下を経由して流される

- 1879年（明治11年）には、黒川堰との交渉があった。黒川堰は、波田堰よりも数年早い起工で、上流域では、黒川堰の土石が波田堰に落ちて害を及ぼすことがよくあった。そのころ山形の唐沢五郎が黒川堰の残工事を引き継いでいた。難航の末、潰れ地のことや分水について規定を約した。
- 1883年（明治15年）には、上波田・下波田・三溝の3村が合併して波多村になった。三溝耕地は300円を出して波田堰に参加し、秋には15町歩を開田することになり、これで波田堰当初の開田目標であった200町歩を達成した。また、この秋、御渡海道に境内600坪で岡象女神を勧請した水神社を設立した。
- 1884年（明治16年）3月に、波多腰六左は、みずからの担任を解いて、波田堰を戸長役場に引き渡した。
- 1921年（大正10年）、波田堰水利組合が設立され、従来は村の特別会計で運営されていたが、会計が独立した。
- 1933年（昭和8年）には、関係地主386人の賛成を得て、波多堰耕地整理組合を設立し、県費補助工事として波田堰改修工事にあたることになった。開削以来、漏水が多く流末への通水が悪かった波田堰は、工費1万9000円を投じたこの改修工事により、灌漑水が末端まで引かれるようになり、水田面積も207町5反まで増加した。
- 1949年（昭和24年）、『土地改良法』が制定された。この法律により、今までのように、村の会計管理下で、波田堰の維持管理、受益地域内の農道・用水路の改修をすることができなくなった。そこで、1951年（昭和26年）10月、県下25番目の土地改良区として波田土地改良区が設立認可された。これ以降、波田堰の維持管理に伴う事業は波田土地改良区がになうこととなった。
- 1968年（昭和43年）、県営圃場整備事業が着工され、東西・南北に直交する農道と、1枚が30aの耕地、コンクリート化された水路という現在の姿が完成された。この時の波田堰の水田面積は285haであった。ただ、60年代までの水路は、長年の浸食のために、土地は無駄に使われる部分もあったが、それらの水路には個性があり、その周辺では多様な植物・動物の生息が許されていた。しかし、今では単調で急なコンクリート水路になってしまい、蛙でさえ流れに逆らずに流されてしまう。また、この事業以前には、主要な道路は「和田道」と呼称された東西縦貫道路と、「木曽道」と呼ばれた南北横断道路が幹線道であった。しかし、圃場整備事業によって、整然と区画された縦横の道路が等間隔に走るようになった。ただし、旧和田道に相当する部分の道路は、水神社脇の交差点から、下原集落北端部を抜け、県道48号線に出ることができる（県道48号線ができる以前は、和田集落を抜けて松本市街方面に出るために使われていた）ので、後年になっても交通量が多く、今（2012年）も同様である。下原集落部分に交通信号が2基あるが、国道158号線を除けば、波田地区内で交通信号機があるのは、この2基だけである。
- 1971年（昭和46年）に、東京電力梓川ダムが完成し、梓川諸堰の取水口は上海渡分水口に移された。

## 堰口
堰口は取水口の別称である。大野田から竜島に渡る橋の右岸に「波田堰旧取水口」の説明掲示がある。これによると、1871年（明治4年）に波田堰が起工された時の堰口は「小川原」であった。しかし、より取水を容易にするため、「スコボシを隧道で抜け、梓川本流の川幅が狭まる大沢に堰口を移す工事」が1874年（明治7年）晩秋に着工されたという。しかし、「スコボシはチャートの硬い岩盤であり、冬の渇水期に完成が要求される短い工期」であった。この堰口は、1949年（昭和24年）に、すぐ下流に梓川頭首工が完成するまで、波田堰への取水の仕事を果たした。梓川頭首工から取水された水は、上海渡分水口で各堰に配分されるだけでなく、地下水路を通じて畑地灌漑にも使われる。上海渡サイホン・花見サイホンを通じて左岸にも送られ、右岸では遠く塩尻市まで送られる。総灌漑面積は約1万1000haである。

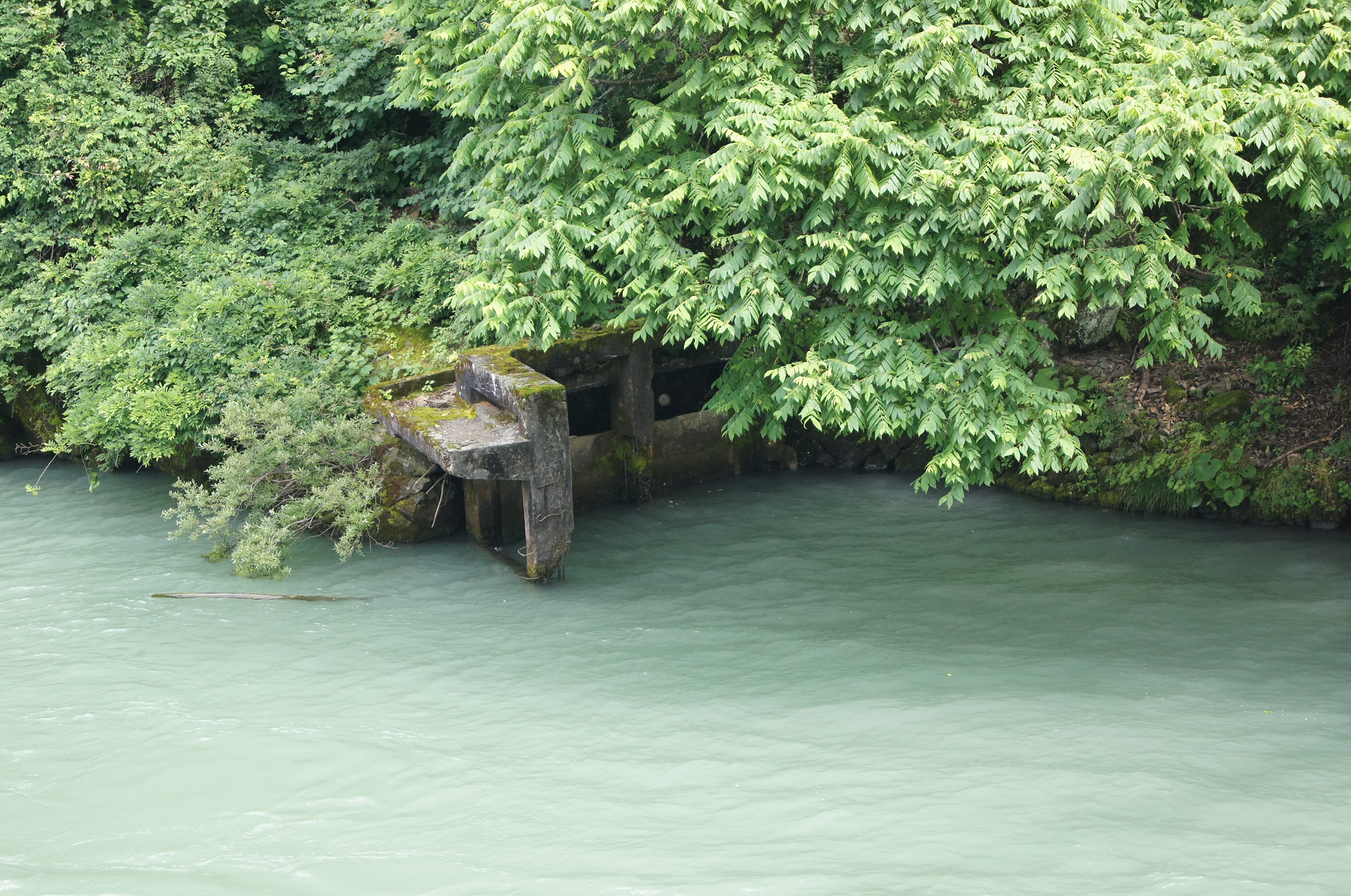
1875年に完成されたトンネル水路の堰口跡と思われる遺構。梓川頭首工完成により使われなくなった。梓川頭首工の湛水により主要部分は水中に没している
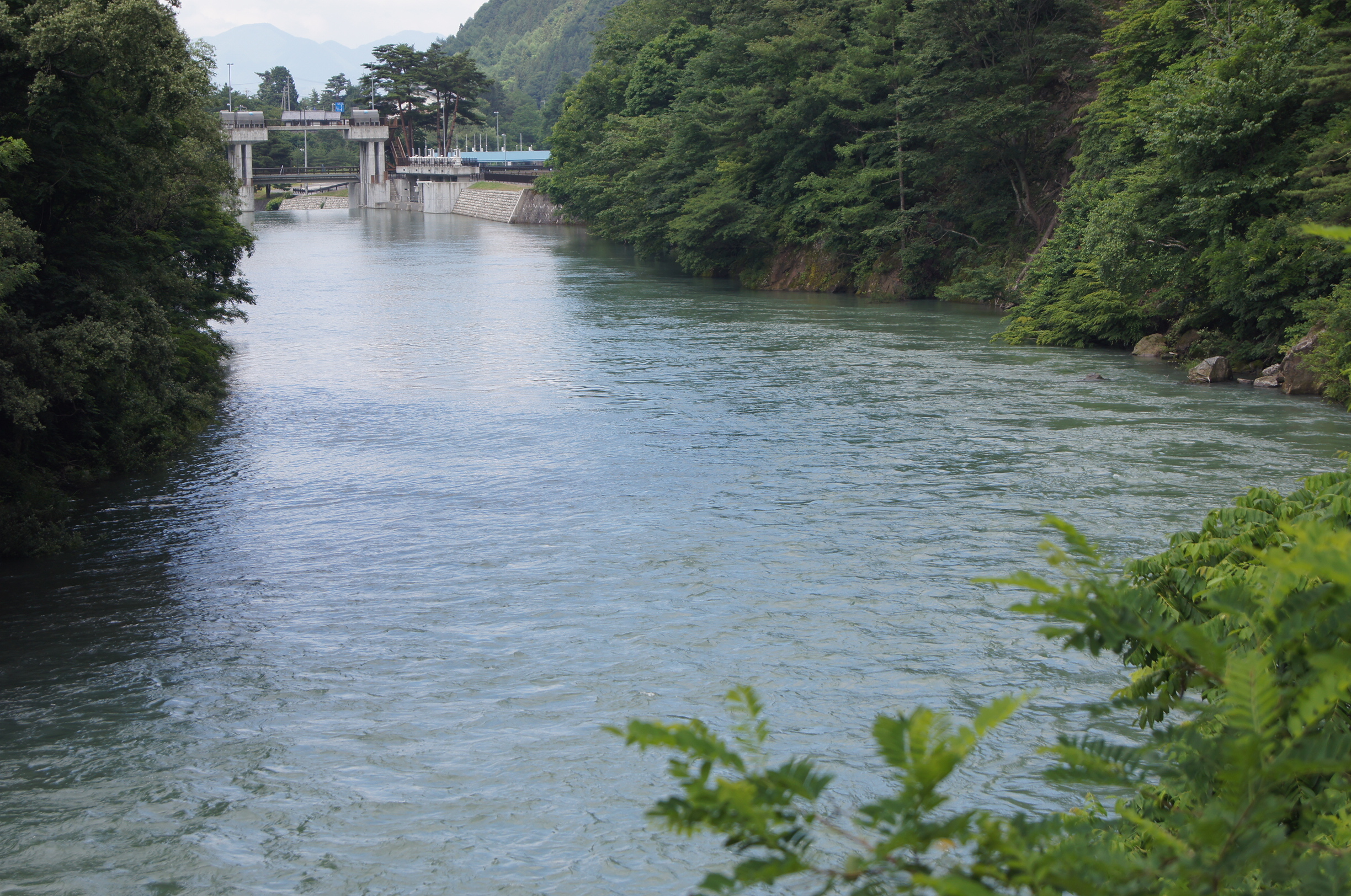
梓川頭首工を上流の橋の上からみる。灌漑用水は堰だけでなく、地下水路を通じて畑地灌漑にも使われる。灌漑面積は約1万1000ha

## 現在の様子
波田堰は、1950年代後半に、幹線部分がコンクリート化された。1960年代には、水が流されるのは水田耕作をする時期だけであり、秋から冬にかけては水が送られなかった。冬季の堰底は乾燥しており、歩くことができた。しかし現在では、冬季でも通水している。
1950～60年代には、水神社の東側を流れる波田堰から東側では、下原集落まで、視野をさえぎるもののない広大な水田地帯が坦々と連なっていた。しかし、1970年代に始まった休耕・転作政策により、転作地が増加した。転作品目としてはスイカが多く、リンゴ・トマトなども多い。
水神社から下原集落までは、2010年の今日でも、北西端・東端の一部を除いて、建物が1つもない広大な耕作地帯であることは変わっていない。
かつての水田地帯の北側で畑地であった信濃学園の東側一帯では、2012年現在、急速に宅地化が進んでいる。アルピコ交通（通称・松本電鉄）上高地線の下島駅に近い利便性が評価されてのようである。一部の風景が急激に変化している。

### 波田堰土地改良区
事務局は市役所波田支所内にあり、土地改良区が雇用する専任職員が1人いる。5月1日から8月31日まで用水管理をする専任スタッフが5人おり、「水配人さん」と呼ばれる。水配人制度は、波田堰成立当時からあって、不足する用水を公平に配分するための機能を持っていた。今では、取水量の増加・漏水量の減少により、用水の公平配分という機能は必要がなくなった。しかし、稲作は畑作に比べてもともと人手がかからなかったこともあり、特に稲作農家の兼業化が著しい。そのため、昔は農家がやっていたような微妙な水管理が水配人にまかされ、農家は水見まわり・配水作業を「下請け化」するようになっていると言われる。
波田堰の支線水路は、1968年からの県営圃場整備事業により、押出原、1号水路～14号水路に整備されている。
波田堰土地改良区の事業予算は、2009年決算一般会計歳入3794万9223円・歳出3638万8792円、2010年予算歳入・歳出とも2359万5000円である。一般会計の他に、「決済金（農地転用）」「維持管理積立金」「職員退職給与積立金」「国営事業地元負担金準備積立金」がある。
2010年の組合員に対する賦課金としては、「経常賦課金　10a当たり2600円」「水利管理費賦課金（転作田・水田一律、一部地域を除く）　10a当たり2500円」「農協資金県営灌排事業償還金賦課金　10a当たり302円」「土地改良施設維持管理適正化事業賦課金　10a当たり36円」「維持管理積立金賦課金　10a当たり1000円」がある。

## 用水路としての「堰」
松本盆地の「堰」としては、梓川以南（筑摩野）よりも、以北（安曇野）に多いようである。安曇野は、扇状地であるため地下に水がしみ込んでしまう乏水地域であり農業用水に恵まれず、水田の開発には向いていなかったが、堰の開削により水田の開発が盛んになったという。
『波田堰百年史』（横山篤美著）によれば、波田堰を立案した時すでに下流に12の堰があった。新たに堰を開くには、これらの堰の承認を得なければならなかった（13ページ、91ページ）。同書は、これら12堰のうち流末7か堰として次の7つを掲げている（92ページ）が、他の5堰の名称については記述がない。
- 榑木堰（梓川右岸）
- 中萱堰（梓川左岸）
- 鳥羽堰 （梓川左岸。松本市梓川倭岩岡付近で、梓川から取水。1685年以前の完成）
- 島堰
- 高松堰
- 北方堰
- 飯田堰

波田地区内には、上述の通り波田堰の他に次の2つがある。和田堰は937年以前の完成と考えられている。 
- 和田堰（梓川右岸）
- 黒川堰（梓川右岸）

筑摩野（梓川右岸）の堰として以下のものがある。
- 四カ堰 （塩尻市堅石で奈良井川から右岸台地に取り入れ、塩尻市広丘吉田で分水。1872年に竣工）
- 島内堰
- 新村堰
- 栗林堰
- 神林堰

安曇野（梓川左岸）の堰として以下のものがある。
- 拾ヶ堰 （正式には「拾ヶ村組合堰」。奈良井川（松本市島内）から取水し、梓川を横断し、安曇野市穂高に至る。1817年完成）
- 勘左衛門堰 （奈良井川から小麦淵（松本市島立）で取水し、梓川を横断し、万水川に至る。1685年完成）
- 矢原堰 （安曇野市豊科高家熊倉北部で犀川から取水し、安曇野市穂高で東に向かう。1654年開削）
- 新田堰 （安曇野市豊科熊倉で梓川から取水し、末端は万水川に合流。1608年ころ開削）
- 新堀堰 （堀廻堰）（安曇野市三郷楡の住吉神社付近で温堰（ぬるせぎ）尻を取り入れ、拾ヶ堰に流入。1861年完成）
- 富田堰 （安曇野市穂高西原で拾ヶ堰から分岐する。1920年完成）
- 長尾堰
- 温堰
- 穂高沢
- 矢原沢
- 烏川用水 （安曇野市で、烏川から取水する。かつては、上流から倉田堰、上川五ヶ村堰（堀金方面）、下川堰（穂高方面）、牧堰の4か所で分水し、稲作に使うだけではなく飲み水をはじめとする生活用水として利用されていた）
- 五力用水 （明科の七貴・南陸郷地区で約50haを潤す。1832年完成）
- 庄野堰
- 横沢堰
- 住吉堰
- 小田多井堰

### 松本盆地以外での「堰」の例
松本盆地以外でも、用水路に「堰」の名称をつけたものが多く見られる。全国的には「用水」「疏水」の名称をつけることが多い。
- 塩沢堰 （北佐久郡立科町を中心とする周辺地域、約570ha）
- 横堰 （茅野市。なお白樺湖は、川をせき止めて水を温めるために造られた人造湖である）

### 長野県外での「堰」の例
長野県外での「堰」の例は、「日本の用水路一覧」を参照。
- 土淵堰 （青森県）
- 山形五堰 （山形市、1624年完成）
- 西根堰 （福島市から伊達市にかけて）
- 福岡堰 （茨城県）
- 徳島堰 （山梨県）
- 差出堰 （山梨県）
- 杉安堰 （宮崎県）

## 関連人物
- 波多腰 六左（はたこし ろくざ、1839年 - 1900年） - 波田堰開削の功労者。村の庄屋、戸長、波多堰開渠掛、郡会議員を歴任し、藍綬褒章を受章した。生家（松本市波田6492）は「波多腰家住宅」として、主屋を始め蔵、門など合計11棟が国の登録有形文化財に登録されている[5]。

### 文献資料
- 横山篤美『波田堰百年史』波田堰治績顕彰会、1975年5月

### 地図資料
- 『中信平農業水利事業一般平面図』中信平土地改良区連合、2011年10月